# Erwinia
Ервінія (Erwinia) — рід бактерій родини Enterobacteriaceae; грам-негативні паличкоподібні бактерії, 1-3 мікрон завдовжки і 0,5-1 мікрон в діаметрі. Рухомі, мають численні джгутики (окрім Erwinia stewartii). Гетеротрофи, факультативні анаероби. Типовий вид — Erwinia amylovora. Більшість представників роду асоційовані з рослинами, серед них є епіфіти, сапротрофи, фітопатогени.
Кілька видів роду були виділені у окремий рід Pectobacterium, що хоча і був ухвалений, перестав використовуватися в кінці 1990-тих років. В 1998 році Хаубен з співавторами знову запропонували відновити його на основі дослідження 16S рРНК, куди були віднесені E. carotovora (як P. carotovorum), E. cacticida, E. chrysanthemi, E. cypripedii (як P. cacticidum, P. chrysanthemi і P. cypripedii відповідно). Крім того, E. alni, E. nigrifluens, E. paradisiaca, E. quercina, E. rubrifaciens і E. salicis були винесені до нового роду Brenneria. Зараз, проте, залишаються сумніви щодо доцільності такого винесення і часто для спірних видів застосовуються обидва синоніми, а класифікація роду Erwinia та утворених з нього родів продовжує переглядатися. Зокрами було запропоновано надати ранг видів підвидам P. carotovorum (syn. E. carotovora) P. atrosepticum, P. betavasculorum і P. wasabiae, а P. chrysanthemi (syn. E. chrysanthemi) і Brenneria paradisiaca (syn. E. paradisiaca) перенести до роду Dickeya.